# 都城市立高崎中学校
都城市立高崎中学校（みやこのじょうしりつ たかざきちゅうがっこう）は、宮崎県都城市高崎町大牟田にある公立の中学校。

## 概要
歴史
1947年（昭和22年）の学制改革により、新制中学校として創立。現校名となったのは2006年（平成18年）。2022年（令和4年）に創立75周年を迎えた。
校訓
「ど根性」
校章
校名の「タカサキ」の文字を丸みを帯びた形にして配置し、中央に「中」の文字を配している。
校歌
作詞は富松良夫、作曲は園山民平による。歌詞は3番まであり、各番の歌詞中に校名の「高崎中学」が登場する。
通学区域
- 都城市立高崎小学校区
- 都城市立高崎麓小学校区
- 都城市立江平小学校区
- 都城市立縄瀬小学校区

## 沿革
- 1947年（昭和22年）- 学制改革が行われる（六・三制の実施）。
  - 4月1日 - 高崎国民学校の初等科は、新制小学校「高崎町立高崎小学校」に改組・改称。
  - 5月8日 - 高崎・高崎麓国民学校の高等科は、青年学校普通科とともに、新制中学校「高崎町立高崎中学校」に改組・改称。当初、高崎小学校校舎に併設される。開校式を挙行。
  - 7月 - 父母と先生の会が発足。
- 1948年（昭和28年）10月 - 木造校舎が完成。
- 1949年（昭和24年）4月1日 - 高崎町立江平中学校[2]を統合。同時に、笛水分校を設置（笛水小学校に併設）。
- 1957年（昭和32年）3月 - 第八号棟（特別教室）が完成。
- 1961年（昭和36年） - 鉄筋コンクリート造2階建て新校舎（8教室）が完成。
- 1962年（昭和37年）5月1日 - 笛水分校が分離の上、高崎町立笛水中学校として独立。
- 1963年（昭和38年）3月 - 体育館が完成。
- 1967年（昭和42年）
  - 4月 - 完全給食を開始。
  - 12月 - 特殊学級独立校舎が完成。
- 1968年（昭和43年）5月 - 相談室が完成。
- 1969年（昭和44年）3月 - 技術家庭科室が完成。
- 1971年（昭和46年）3月 - 鉄筋コンクリート造2階建て校舎（6教室）が完成。
- 1973年（昭和48年）
  - 3月 - 鉄筋コンクリート造2階建て校舎（6教室）、管理室が完成。
  - 8月 - テニスコートが完成。
- 1974年（昭和49年）10月 - 部室が完成。
- 1976年（昭和51年）2月 - 特別教室が完成。
- 2006年（平成18年）1月1日 - 都城市との合併により、「都城市立高崎中学校」（現校名）と改称。

## 交通アクセス
最寄りの鉄道駅
- JR九州 日豊本線 「高崎新田駅」

最寄りのバス停留所
- 宮崎交通バス（宮交バス）「旭町」停留所

最寄りの幹線道路
- 国道221号
- 宮崎県道42号都城野尻線

## 周辺
- 都城市高崎学校給食センター
- 都城市消防局北消防署高崎分署
- 鳴峰保育園 子育て支援施設たんぽぽ
- 都城市役所高崎総合支所
- 都城警察署高崎交番
- 高崎町商工会
- 高崎ふれあい公園
- 児童クラブつくしっ子
- 都城市立高崎小学校